# スノープス
スノープス（英: Snopes.com）は、ファクトチェック（事実検証）を行うアメリカ合衆国のオンラインサイト。都市伝説やフェイクニュースなどをチェック対象としている。
1994年にデヴィッド・マイケルソンとバーバラ・マイケルソンの夫妻によって活動が開始され、ファクトチェック業界の先駆け的存在とされる。2006年にはインターネット界のアカデミー賞とも評されるウェビー賞でBest Weirdを受賞した。2017年時点で月次サイトアクセス数は1800万件超に上る。グーグルを使ってオンラインサイトを検索する行為を"Googling"（ググる）と呼ぶように、スノープスを使ってファクトチェックする行為はしばしば"Snopesing"と表現される。オンライン広告を主たる収入源とした独立系の営利サイトとして運営されている。

## サイトの概要

### チェック対象
スノープスのファクトチェック対象は政治、社会問題など大手新聞社やテレビニュース局が扱う内容から、健康問題、芸能人のゴシップ、一般人の衝撃映像・写真など多岐に渡る。
スノープスのスローガンは"Urban Legends Reference Pages" (都市伝説の参照ページ) である。スノープスの定義する「都市伝説」とは民俗学の用語に準拠し、「作り話の中でも巷に広く拡散され、まことしやかに語られる内容であり、尾ひれがついていくつものバージョンが存在する場合もある」としている。またスノープス設立当初の1995年には「フェイクニュース」という概念がなかったため「都市伝説」と呼んだが、フェイクニュースと同義だとマイケルソンは説明している。

### 公表方法
他のファクトチェックサイト大手と異なり、ファクトチェック判定未済の都市伝説もスノープスのサイトに掲載し、広く一般からの情報提供を呼び掛ける手法を採用している。なお、スノープスのファンや一般投稿するボランティアのことを"Snopesters"と呼ぶ。"Urban Legends Reference Pages"というスローガンの"Reference"に重きを置き、誤った情報や噂の真偽を判定するだけでなく、その判定の根拠を示すことを目的としている。ファクトチェックの判定結果は、しばしば以下のレーティングで分類される。
- "True": 真実だと確証できる根拠が揃っている場合に使用[8]
- "Mixture": 真実と嘘が混在している場合に使用
- "Mostly False": 嘘が大半だが、真実も一部含まれる場合に使用
- "False": 嘘だと確証できる根拠が揃っている場合に使用
- "Miscaptioned": 真実が含まれるが、曲解されて噂として拡散した場合に使用
- "Unproven": 真偽判定に必要な証拠が揃っていない場合に使用

サイト内コーナーのHot 50 (オンラインを中心に広く拡散しているトピック50選) に掲載された判定例は以下の通り。トップ50は随時更新される。
"True"判定
- 「全米黒人地位向上協会 (NAACP) は国歌変更を目指しているのか？」[11]
- 「アンドレ・ザ・ジャイアントが手にしているのは本物のビール缶か？」[12]

"False"判定
- 「2017年内に巨大地震と津波がインド洋を襲う可能性があるのか？」[13]
- 「2017年内にスナップチャットはサービス停止するのか？」[14]

"Mostly False"判定
- 「民主党支持者が起こしたとされる銃撃事件リストは正しいのか？」[15]

"Mixture"判定
- 「電子タバコでポップコーン肺になるのか？」 (相関関係はあるが因果関係は立証されていない)[16]

"Miscaptioned"判定
- 「オハイオ州のウォールマートでは無駄に食品廃棄しているのか？」 (実際には竜巻による長時間の停電で冷蔵・冷凍食品の安全性が担保できないため廃棄した)[17]

"Unproven"判定
- 「無線電波で植物の生長が阻害されるのか？」[18]

### TRoLL
インターネット上で拡散した情報に警鐘を鳴らす目的で、スノープスでは有名な都市伝説をTRoLL (またはLost Legends) の名称でアーカイブ公開している。これはThe Repository of Lost Legends (廃れた都市伝説の保管庫) の略であり、1990年代初頭に使用され始めたInternet Troll (Trollは荒らしの意味) にも由来する。
"True"判定されたTRoLLの例
童謡『マザーグース』に収録された童歌『6ペンスの唄』には、海賊が乗組員を勧誘するための暗号メッセージが使われているとする都市伝説が存在する。スノープスは「にわかに信じがたいが真実」だと判定した。スノープスによると、この童歌の発祥した18世紀、海賊の乗組員は固定給がなく完全歩合制であり、また命を落とすことも多かったことから、船長は常に新しい乗組員を勧誘する必要があった。そこで1日あたり6ペンスの給与を支払うと触れ込んだ内容が、この童歌の歌詞になったとされる。
"False"判定されたTRoLLの例
ケンタッキーフライドチキンの社名・ブランド名を1991年にKFCに変更したのは、「揚げ物 (Fried)」を名称から削除するためだったとする都市伝説が存在する。KFCの広報は「Friedという単語が不健康で高コレステロールだと捉える一部消費者が、KFCの健康的なメニューさえも購買しなくなってしまったため」と名称変更の理由を説明した。しかしスノープスによると、実際にはケンタッキー州が1990年に「ケンタッキー」の商標権を獲得したため、当時のケンタッキーフライドチキンは商標使用料を州に支払う義務を回避するために名称変更した。同様の理由で「ケンタッキーダービー」(競馬レース) は愛称の「The Run for the Roses」を多用し、「Kentucky Bluegrass」は「Shenendoah Bluegrass」に名称変更している。なお、州が商標権を獲得してからケンタッキーフライドチキンがKFCに名称変更するまでの間に発生した商標使用料の支払義務を巡る争いは、2006年11月に非公開の和解に達した。

## 影響力と批判
スノープスの検証結果を引用するメディアとしてCNN、MSNBC、フォーチュン、フォーブス、ニューヨークタイムズ などが挙げられる。また、ホワイトハウス政権やファクトチェックサイトの同業他社ポリティファクトもスノープスを引用している。
都市伝説研究の第一人者として知られる民俗学者のジャン・ハロルド・ブルンヴァンは2004年、スノープスを徹底調査した結果、自身で同様のサイトを立ち上げることを断念した。
スノープスを始めとするファクトチェック団体の影響力が増すにつれ、ファクトチェック団体自体をファクトチェックする動向が生まれた。創設者のマイケルソン夫妻は民主党支持者であり、民主党出身オバマ大統領を擁護するために嘘をついているとのメールが拡散した。ファクトチェック大手サイトでペンシルベニア大学が非営利運営するFactCheck.orgは2012年、本件について調査を行った。その結果、保守派 (共和党支持者) よりもリベラル派 (民主党支持者) からスノープスに偏向バイアスの苦情が寄せられることが多いことが判明した。また、マイケルソン夫妻は特定政党を支持しておらず、妻バーバラにいたってはカナダ国籍のためアメリカでの投票権を有していない。この件に関し、メディアグループIDG傘下のNetwork Worldは「ファクトチェックサイトが同業他社をファクトチェックし、お墨付きを与えた」と報じた。
2012年、All About.comで活躍する都市伝説の研究者は「スノープスは公明正大な分析を継続して行っている」とし、日刊紙大手のフロリダタイムズユニオンもスノープスの分析とその根拠を評価した。
世界的な投資家ジョージ・ソロスがスノープスの株主であるとの噂も度々流れた。これを否定する形でニューヨークタイムズは「スノープスは広告収入で運営されており、フェイスブックがスノープスにサービス利用料を払っているわけではない。億万長者のジョージ・ソロスが出資しているわけでもない」とデヴィッド・マイケルソンへのインタビュー記事を報じた。

## 沿革と組織運営
デヴィッド・マイケルソンとバーバラ・マイケルソン夫妻が1994年にプロジェクトを開始した。ユーザーフォーラムを取りまとめる形式で都市伝説を掲載し検証するオンライン百科事典の先駆けである。
サイト名のスノープスは、デヴィッド・マイケルソンがネットニュース (BBS) 上で使用していたユーザー名だった。ノーベル文学賞作家ウィリアム・フォークナーの小説に度々登場するスノープス家の人々に由来している 。
2002年には『Snopes: Urban Legends』のタイトル名で、俳優ジム・デビッドソンを司会に起用してテレビ番組のパイロット版が製作された。しかし主要局での放送実現には至らなかった。
デヴィッド・マイケルソンはソフトウェア会社での正社員勤務を2002年まで続ける傍ら、スノープスのサイトを運営していた。しかし2001年のアメリカ同時多発テロ事件を契機にスノープスの広告収入が伸びた こともあり、2003年にスノープスのサイト運営会社バーダヴ (Bardav, Inc.) が設立された。Bardavは妻バーバラ (Barbara) と夫デヴィッド (David) の名前に由来し、夫妻が50%ずつの株主保有比率であった。

### 株主とガバナンス
2017年にはスノープスの所有と経営の分離に関わる2件の訴訟が起きた。その発端はマイケルソン夫妻の離婚にある。2014年には共同創設者のバーバラ・マイケルソンがスノープスに記事を投稿しておらず、この間デヴィッド・マイケルソンは別のスタッフを採用してオンラインフォーラムの管理を行っていた。この事実が明るみに出た後の2015年にマイケルソン夫妻の離婚が成立した。これに伴い、2016年7月にバーバラはバーダヴの株式50% (バーバラの保有分全て) を総額360万米ドルで売却した。売却先はウェブ開発、ホスティングおよび広告支援をスノープスに提供していたプロパーメディア (Proper Media) の経営陣5名である。法人としてのプロパーメディアではなく経営陣個人が株式を取得した理由は、バーダヴのいわゆるS法人格 (S corporation status) にある。S法人は、法人税と株主配当の所得税の二重課税が免除される代わりに、プローパーメディアのような一般的なC法人がS法人の株主になるのを禁じられている ためである。
スノープスの主たる収入源はウェブ広告であり、2015年8月以降は広告収入のうち月額8万5000ドルはスノープスが確保し、残額を5割ずつスノープスとプロパーメディアで按分するレベニューシェアで運営されていた。しかしプロパーメディアが他のサービス提供者と比較して割高であることを理由に、2017年3月9日デヴィッド・マイケルソンがプロパーメディアとの業務契約を打ち切ることを事前通告した。これに対抗するためプロパーメディアはスノープス側への広告収入支払を停止し、同年5月にはスノープスの運営会社バーダヴおよびデヴィッド・マイケルソンを相手にカリフォルニア州サンディエゴの上級裁判所に提訴した。原告プロパーメディア側はデヴィッド・マイケルソンがバーダヴの取締役として不適格だと主張し、一方の被告スノープス側はデヴィッド・マイケルソンが唯一の取締役として業務契約先を自由に選ぶことができると反訴した。同年8月、プロパーメディアは敗訴し、バーダヴ側への広告収入の支払が命じられた。なお、提訴から判決までの間のキャッシュフローを維持するため、スノープスは同年7月24日、クラウドファンディングのGoFundMe上で資金調達を開始した。調達キャンペーン開始24時間後には目標額の50万ドルに達した。
プロパーメディア側の株主5名のうち少数株主2名はこの訴訟問題の前後、プロパーメディアを退社してスノープスに参画したため、2017年3月以降はスノープス側がバーダヴ株の過半数を確保している。
| 2016年7月まで                     | 2016年7月以降                         | 2017年8月時点                     |
| --------------------------------- | ------------------------------------- | --------------------------------- |
| S: デヴィッド・マイケルソン (50%) | S: デヴィッド・マイケルソン (50%)     | S: デヴィッド・マイケルソン (50%) |
| S: バーバラ・マイケルソン (50%)   | P: クリストファー・リッチモンド (20%) | S: ヴィンセント・グリーン (3.3%)  |
|                                   | P: ドリュー・ショーントラップ (20%)   | S: ライアン・ミラー (3.3%)        |
| P: ヴィンセント・グリーン (3.3%)  | P: クリストファー・リッチモンド (20%) |                                   |
| P: ライアン・ミラー (3.3%)        | P: ドリュー・ショーントラップ (20%)   |                                   |
| P: タイラー・ダン (3.3%)          | P: タイラー・ダン (3.3%)              |                                   |